# マレーシア航空684便着陸失敗事故
マレーシア航空684便着陸失敗事故は、1983年12月18日に発生した航空事故である。シンガポール・チャンギ国際空港発クアラルンプール国際空港（スバン）行マレーシア航空684便（エアバス A300B4-120）がクアラルンプール国際空港（スバン）の手前2キロ地点で地表に接触し、大破した。乗員乗客247人は全員無事だった。

## 事故機
事故機のエアバス A300B4-120（OY-KAA）は、スカンジナビア航空がマレーシア航空にリースしていた機材で、2基のプラット・アンド・ホイットニー JT9D-59Aを搭載していた。1980年10月7日に初飛行を行い、3907時間を飛行していた。

## 事故の経緯
684便は、シンガポール・チャンギ国際空港を現地時間18時53分に離陸し、クアラルンプール国際空港（スバン）へ向かっていた。19時20分、視界が450 m (1,480 ft)ほどしかなかったが、管制官が着陸許可をだした。マレーシア航空では、少なくとも視界800 m (2,600 ft)以上を必要としていたが、機長は副操縦士から操縦を引き継ぎ降下を開始した。さらに、事故機はスカンジナビア航空がリースしていたものだったために、マレーシア航空が保有する同型機とコックピットレイアウトが異なっており、パイロットの作業量が増えてしまい、計器着陸装置を起動できなかった。
高度計の警報が鳴り、それから30秒以内に滑走路から2 km地点の樹木に機体が接触した。接触後に、機体は109 m (358 ft)ほど地表を滑った。機体から着陸装置と両エンジンが脱落し、滑走路端から1,200 m (3,900 ft)地点で停止した。
機体は大破したが、幸いにも、乗員乗客247人全員が無事だった。

## 事故原因
原因として、滑走路を視認できなかったにも拘らず、最低降下高度を越えても降下し続けた事が考えられた。